# دانيال دتون
دانيال دتون (بالإنجليزية: Daniel Dutton)‏ هو ملحن أمريكي، ولد في 1959.

## وصلات خارجية
- دانيال دتون على موقع ميوزك برينز (الإنجليزية)
- الموقع الرسمي